# Mutsuki (Schiff)
Die Mutsuki (japanisch 睦月 ‚Januar‘) war ein Zerstörer und Typschiff der gleichnamigen Klasse der Kaiserlich Japanischen Marine, der von 1926 bis 1942 in Dienst stand.

## Geschichte

### Bau
Die spätere Mutsuki wurde am 21. Mai 1924 auf der Marinewerft in Sasebo mit der Bezeichnung Zerstörer Nr. 19 (jap. 第十九号駆逐艦, dt. „Dai-19-Gō kuchikukan“) auf Kiel gelegt und lief am 23. Juli 1925 vom Stapel. Nach Ausrüstung und Erprobung erfolgte die Indienststellung am 25. März 1926.

### Einsatzgeschichte
Da sich die Nummernbezeichnung bei der Besatzung, wie auch bei vielen anderen Einheiten, als äußerst unbeliebt erwies und eine ständige Quelle der Verwirrung in der Kommunikation war. Wurde das Schiff zum 1. August 1928 auf einen traditionellen Monatsnamen des Lunisolarkalenders getauft. In den 1930ern war das Schiff teil japanischer Aktivitäten während der Ersten Schlacht um Shanghai Anfang 1932 und später im Zweiten Japanisch-Chinesischen Krieg.
Das zum Zeitpunkt des japanischen Angriffes auf Pearl Harbor (7. Dezember 1941) unter dem Kommando von Kaigun-shōsa (Korvettenkapitän) Hatano Kenji stehende Schiff, bildete zusammen mir drei ihrer Schwesterschiffe die 30. Zerstörerdivision. Diese Division war Teil des durch Kaigun-shōshō (Konteradmiral) Kajioka Sadamichi geführten 6. Zerstörergeschwaders. Im Rahmen nachfolgender Operationen nahm das Schiff an der Schlacht um Wake (Dezember 1941), der Besetzung Rabauls (Ende Januar – Anfang Februar 1942) sowie der Operation MO teil.
In der Nacht von 24. auf den 25. August 1942 beschoss die Mutsuki, zusammen mit vier weiteren japanischen Zerstörern, im Rahmen der „Operation Ka“ (Schlacht bei den Ost-Salomonen) (23.–25. August 1942) amerikanische Stellungen auf Guadalcanal, darunter das Henderson Field. Anschließend sicherte das Schiff einen japanischen Nachschubkonvoi, wobei es durch amerikanische B-17-Bomber angegriffen und 40 Seemeilen nördlich der Insel Santa Isabel (7° 47′ S, 160° 13′ O) versenkt wurde. Hierbei wurden 41 Mann der Besatzung getötet. Die Überlebenden, darunter der Schiffskommandant Hatano und 11 Verwundete, wurden durch den Zerstörer Yayoi gerettet. Die Mutsuki wurde am 1. Oktober 1942 aus der Flottenliste der Schiffe der Kaiserlichen Japanischen Marine gestrichen.